# Thomas Paprocki
Thomas John Joseph Paprocki (nacido el 5 de agosto de 1952) es un  obispo de la diócesis de Springfield en Illinois desde 2010. 

## Biografía

### Primeros años de vida
El tercero de nueve hijos, Thomas Paprocki nació el 5 de agosto de 1952 en Chicago, Illinois; tiene seis hermanos y dos hermanas. Fanático del hockey de toda la vida, a quien los medios a veces llaman el "Santo Arquero", comenzó a jugar a temprana edad  y apoya al equipo profesional de hockey Chicago Blackhawks. Se graduó en el Quigley Preparatory Seminary South de Chicago en 1970, y luego ingresó en el Niles College de Chicago, donde obtuvo una licenciatura en Artes en 1974.
De 1974 a 1979,  monseñor Paprocki estudió en el Seminario de Santa María del Lago en Mundelein, Illinois, donde obtuvo una licenciatura en Teología Sagrada (1976), una Maestría en Divinidad (1978) y una licenciatura en Teología Sagrada (1979).

### Sacerdocio
Paprocki fue ordenado sacerdote  para la arquidiócesis de Chicago por el Cardenal John Cody el 10 de mayo de 1978.
Después de su ordenación en 1978, la arquidiócesis asignó a Paprocki como sacerdote adjunto en la parroquia St. Michael en el sur de Chicago. Durante este período, recibió su licenciatura en Sagrada Teología en 1979 en St. Mary. También estudió Derecho en la Facultad de Derecho de la Universidad DePaul en Chicago, obteniendo su título de Juris Doctor en 1981. Fundó la Clínica Legal de Chicago en su parroquia para ayudar a los trabajadores pobres y desfavorecidos. En 1983, Paprocki dejó St. Michael's para convertirse en administrador parroquial de la parroquia St. Joseph en Chicago. El cardenal Joseph Bernardin nombró a Paprocki vicecanciller de la arquidiócesis en 1985. Paprocki luego fue a Roma para estudiar en la Pontificia Universidad Gregoriana. Obtuvo la licenciatura en Derecho Canónico en 1989 y el doctorado en Derecho Canónico en 1991.
A su regreso a Chicago, Bernardin nombró a monseñor  Paprocki canciller de la arquidiócesis en 1992. Se convirtió en párroco de la parroquia Santa Constanza en Chicago en 2000. Ese mismo año, pasó un tiempo en Polonia, en la Universidad Jagellónica de Cracovia, estudiando lengua y cultura polacas.
En 2013, monseñor Paprocki recibió una maestría en Administración de Empresas de la Universidad de Notre Dame en Notre Dame, Indiana.
Los medios de comunicación de Chicago comenzaron a llamar a Paprocki el "Portero Santo" en 2006 debido a su participación en una liga de hockey sobre hielo amateur.

### Obispo auxiliar de Chicago
El 24 de enero de 2003, Paprocki fue nombrado obispo auxiliar de Chicago y obispo titular de Vulturaria por el Papa Juan Pablo II. Fue ordenado obispo  el 19 de marzo de 2003, de manos del cardenal Francis George, siendo co-consagrantes los obispos Raymond E. Goedert y Ricardo Urquidi.

## Obispo de Springfield
El 20 de abril de 2010, Paprocki fue nombrado obispo de Springfield en Illinois por el Papa Benedicto XVI.  tomando posesión en Springfield el 22 de junio de 2010. 
Paprocki es presidente de la junta episcopal de Atletas Católicos para Cristo y es autor del libro  Correr por un Propósito Superior y Metas Santas para el Cuerpo y el Alma. Paprocki es un corredor de largas distancias y hasta 2018 completó 24 maratones.

## Puntos de vista

### Aborto provocado
En noviembre de 2008, monseñor  Paprocki dijo: "Si la ley federal obligara a los hospitales católicos a realizar abortos, tendríamos que cerrar nuestros hospitales".

### Comunión para los políticos
En febrero de 2018, monseñor Paprocki confirmó oficialmente una decisión anterior de prohibir al senador estadounidense Dick Durbin, católico en su diócesis, recibir la comunión después de que Durbin votara en contra de la prohibición del aborto a las 20 semanas. Hizo la siguiente declaración:
En abril de 2004, el pastor del Senador Durbin, entonces Monseñor Kevin Vann (ahora obispo Kevin Vann de Orange, California), dijo que se mostraría reticente a darle la Sagrada Comunión al Senador Durbin porque su posición pro aborto lo colocaba fuera de la comunión o unidad con las enseñanzas de la Iglesia sobre la vida. Mi predecesor, ahora arzobispo George Lucas de Omaha, dijo que apoyaría esa decisión. He continuado en esa posición. La disposición no tiene por objeto castigar, sino provocar un cambio de actitud.
El 6 de junio de 2019, monseñor  Paprocki emitió un decreto que prohíbe oficialmente al presidente de la Cámara de Representantes de Illinois, Michael Madigan, y al presidente del Senado de Illinois, John Cullerton, ambos católicos, recibir la comunión.  monseñor Paprocki dijo que este decreto se debió a su papel en la aprobación de la Ley de Salud Reproductiva, que elimina el consentimiento del cónyuge y los períodos de espera para los abortos. Al señalar específicamente a Madigan y Cullerton, Paprocki también pidió que otros legisladores católicos que votaron a favor del proyecto de ley no se presentaran a comulgar, alegando que habían "colaborado con el mal y cometido un pecado grave". Madigan declaró que monseñor Paprocki le había informado previamente que se le prohibiría comulgar si permitía que la Cámara debatiera y votara sobre la medida, pero que decidió hacerlo.

### Derechos LGBTQ
El 23 de junio de 2017, monseñor Paprocki instruyó a los sacerdotes de su diócesis a "negar la Comunión, los últimos ritos y los ritos funerarios a las personas en matrimonios del mismo sexo, a menos que se arrepientan". Prohibió al clero y al personal parroquial celebrar matrimonios entre personas del mismo sexo o permitir que se celebraran recepciones de bodas en instalaciones o centros propiedad de la Iglesia católica.
monseñor Paprocki criticó al sacerdote jesuita James Martin en 2017 por su acercamiento a la comunidad LGBTQ. Según Paprocki, Martin «expresa correctamente el amor de Dios por todas las personas, mientras que, por otro lado, fomenta o no corrige el comportamiento que separa a una persona de ese mismo amor. Esto es profundamente escandaloso en el sentido de llevar a la gente a creer que el comportamiento incorrecto no es pecaminoso».

### Derechos de los trabajadores
Monseñor Paprocki discrepó del escrito amicus presentado por la USCCB en apoyo de los sindicatos de empleados públicos en el caso Janus vs. AFSCME de 2018 ante la Corte Suprema de Estados Unidos. La USCCB había afirmado la enseñanza tradicional de la Iglesia en apoyo a los sindicatos, citando varios documentos católicos. Paprocki no estaba de acuerdo con la USCCB y apoyaba un taller abierto obligatorio para los empleadores públicos. monseñor  Paprocki no ha sido visitante ni guía espiritual en los salones sindicales, pero ha colaborado con Legatus, una organización de ejecutivos corporativos católicos. También ha predicado para abogados y ejecutivos de empresas.

monseñor Paprocki apoyó la sentencia Janus para defender la conciencia del trabajador católico. Dijo que algunos sindicatos de empleados públicos apoyan lo que él considera como posturas anticatólicas; por lo tanto, los trabajadores católicos tienen derecho a no apoyar a estos grupos. Esta distinción hace que su oposición sea meramente condicional: las uniones que no sean contrarias a la enseñanza católica no quedan excluidas ipso facto. Paprocki cita la encíclica crítica Rerum novarum, párrafo 57, del Papa León XIII para demostrar que el apoyo católico al trabajo organizado nunca ha sido incondicional:
En resumidas cuentas, podemos establecer como ley general y duradera que las asociaciones de trabajadores deben organizarse y gobernarse de modo que proporcionen los medios mejores y más adecuados para lograr lo que se pretende, es decir, ayudar a cada miembro individual a mejorar al máximo su condición en cuerpo, alma y propiedad. Es evidente que deben prestar una atención especial y principal a los deberes de la religión y de la moral, y que el mejoramiento social debe tener esto principalmente en vista; de lo contrario, perderían totalmente su carácter especial y acabarían siendo poco mejores que aquellas sociedades que no tienen en cuenta en absoluto la religión. ¿Qué ventaja puede tener para un trabajador obtener mediante una sociedad el bienestar material, si pone en peligro su alma por falta de alimento espiritual?

### Liturgia
S.E. Monseñor Paprocki criticó Traditionis custodes, que impuso restricciones a la Misa Tridentina, la Misa comúnmente ofrecida antes de las reformas del Concilio Vaticano Segundo en la década de 1960 y que todavía se lleva a cabo en algunas iglesias. "Mi valoración de esto es que fue un mal consejo", dijo. No sé quién lo asesoraba. Pero en la medida en que intentaba resolver un problema, el motu proprio provocó controversia. Paprocki continuó permitiendo que las parroquias de su diócesis ofrecieran la forma antigua de la misa e incluso a celebrado el mismo misa bajo el rito extraordinario en su diócesis.
El obispo Thomas Paprocki de Springfield, Illinois, ha respondido contundentemente a las críticas de un sacerdote publicado en el Wall Street Journal, defendiendo la recitación de la oración a San Miguel al finalizar la Misa. Según Paprocki, la opinión del padre Bednar «es simplemente errónea» y la práctica continúa siendo una parte valiosa de la liturgia.
El obispo Thomas Paprocki de la diócesis de Springfield, Illinois, dijo a CNA que la comunidad de la Misa Latina en su diócesis ha sido fiel a la Iglesia y que los obispos deberían tener la autoridad para permitir que estas Misas fieles continúen.comunidad de la Misa en latín dentro de su diócesis e insta a un enfoque más localizado.
Paprocki, que ha celebrado Misa en las dos iglesias de su diócesis que ofrecen la Misa en latín, dijo a CNA que «no ha visto eso en absoluto» en esas comunidades.
«Encuentro que la gente allí es muy dócil a las enseñanzas de la Iglesia, muy dispuesta a seguir las enseñanzas de la Iglesia», dijo Paprocki. «Son católicos muy fieles».
El obispo también cuestionó si el rescripto es coherente con la intención original del Santo Padre en Traditionis custodes y señaló que el cardenal Roche tomó la iniciativa de esta aclaración, en lugar del Papa Francisco. Explicó que Traditionis custodes es un motu proprio y como tal es un decreto papal de propia iniciativa del pontífice. Un rescripto, que es lo que era la aclaración, es una respuesta a una petición iniciada por otra persona, en este caso, el cardenal Roche.
«No fue el Santo Padre quien tomó la iniciativa», dijo Mons. Paprocki, sino una «iniciativa del cardenal Roche».
Mons. Paprocki señaló que la carta que acompañaba al Papa sugería que su intención era dar poder a los obispos. En la carta, el Papa dijo a los obispos que «depende de ustedes autorizar... el uso del 'Missale Romanum' de 1962» y «depende de ustedes... determinar caso por caso la realidad de los grupos que celebran con este 'Missale Romanum'».
«Cuestiono la sabiduría de [el rescripto] bajo el principio de subsidiariedad», dijo el obispo. Dijo que la subsidiariedad sugiere que estas decisiones se tomen «normalmente a nivel local».
Como ya había rumores de que el Vaticano centralizaría la autoridad en este asunto, Paprocki se adelantó al rescripto tomando medidas adicionales para asegurar que Traditionis custodes no afectaría a ninguna de las misas en latín dentro de su diócesis.